# Грбавица (Сарајево)
Грбавица је сарајевско насеље у општини Ново Сарајево. Састоји се од два насеља, Грбавица 1 и Грбавица 2.

## Историја
- Центар Грбавице уништен у рату 1992-95.
- Барикаде у Грбавици за вријеме рата. Десно је стадион Грбавица.

Грбавица је насеље са леве стране реке Миљацке. У односу на стари део, језгро града Сарајева, Грбавица је била модерни део града, у коме је после Другог свјетског рата, у периоду педесетих-шездесетих година, изграђено пуно нових стамбених зграда, школа, продавница. Својевремено је то заиста био врло савремено уређени део града у коме је било пуно становника различитих националности. По овом дијелу Сарајева име је добио и дио Новог Сада, јер су за градњу станова у том дијелу Новог Сада коришћени готови грађевински планови као дио сарадње Сарајева и Новог Сада.
За вријеме рата у Босни и Херцеговини, у периоду од 1992. до 1995, била је у саставу Републике Српске. Након потписивања Дејтонског споразума (када је припала Федерацији БиХ), српско становништво Грбавице се у прољеће 1996. раселило по Републици Српској и шире. У Грбавици су вођене интензивне уличне борбе током опсаде Сарајева. Филм Грбавица је режијска интерпретација догађаја који су се десили у граду за вријеме рата.

## Спорт
На Грбавици се налази стадион Грбавица, на ком своје утакмице игра ФК Жељезничар. У периоду од 1992. до 1995. Грбавица је била сједиште Жељезничара из Источног Сарајева.

## Познате личности
- Здравко Чолић